# Полена
 Тази статия е за селото в България.  За селото в Албания вижте Полена (община Корча).  
Полѐна е село в Югозападна България. То се намира в община Симитли, област Благоевград.

## География
Намира се в планински район, който е стопански добре усвоен. Покрай него минава Сушишката река, минаваща през село Сушица на запад от Полена. Съседните села са Крупник и Черниче на изток. Най-близкият град е Симитли.

## История
До 1960 година името на селото е Долна Сушица. Храмът в селото „Света Петка“ е изграден в 1994 година.

## Население

### Етнически състав
Преброяване на населението през 2011 г.
Численост и дял на етническите групи според преброяването на населението през 2011 г.:
|                     | Численост |
| Общо                | 700       |
| Българи             | 442       |
| Турци               | -         |
| Цигани              | -         |
| Други               | -         |
| Не се самоопределят | -         |
| Неотговорили        | 256       |